# Petlovača
Petlovača (cyr. Петловача) – wieś w Serbii, w okręgu maczwańskim, w mieście Šabac. W 2011 roku liczyła 1366 mieszkańców.